# 黄锡镐
黄锡镐（황석호，1989年6月27日—），韩国足球运动员，现效力于K聯賽1球队蔚山HD。

## 俱乐部生涯
2012年，黄锡镐从大邱大学毕业后东渡日本，加盟J联赛球队广岛三箭。同年3月24日，他在联赛第一轮主场对阵鹿岛鹿角的比赛第85分钟替补山岸智出场，上演职业生涯首秀。7月10日，黄锡镐在和川崎前锋的比赛伤停补时阶段破门，射进职业生涯的首球。

## 国家队生涯
黄锡镐入选韩国国奥队参加2012年夏季奧林匹克運動會足球比賽的名单，在洪正好和张贤秀接连受伤离队后，他成为球队的主力中后卫，和金英权搭档在奥运会所有比赛都有出场，最终帮助球队获得铜牌。2012年11月14日，他首次代表韩国国家足球队出战，对手为澳大利亚。2014年5月，他入选韩国队参加2014年世界杯足球赛的23人名单。

## 外部連結
- 黄锡镐的Instagram帳戶